# 貝爾維尤 (北卡羅萊納州切羅基縣)
貝爾維尤（英語：Belleview）是位於美國北卡羅萊納州切羅基縣的非建制地區。

## 地理
貝爾維尤所處的海拔為高於海平面549米（即1800英呎），而該地所採用的時區為UTC-5，即北美东部时区（EST）。同時該地設有夏令時間，為UTC-5調快一小時，即UTC-4（EDT）。